# Bergsätters gård

Bergsätter, i äldre texter benämnt Bergsäter, är en herrgård i Motala kommun (Motala socken), Östergötlands län.

## Historik
Bergsätter är en herrgård vid Göta kanal i Motala socken, Aska härad. Gården ägdes på 1600-talet genom arrende av bonden Jöns Håkanson. Håkansons son blev präst och tog efternamnet Berzelius efter gården. År 1622 donerades gården till översten Mårten Lindeberg (död 1622). Därefter blev gården säteri och tillhörde hans söner överstarna Gustaf Lindeberg och Hieronymus Lindeberg. Gården reducerades sedan och utbyttes av fru Ingrid Appelbom. Under 1700-talet tillhörde gården generalmajor Kl. Gustaf Dellvig och kom genom hans gifte med Catharina Kugelhelm till hennes andra man, överstelöjtnant Natanael Gyllenram. Därefter ägdes gården av deras son majoren Carl Fredrik Gyllenram. Omkring 1820 ägdes den av G. M. Fleetwood och därefter av löjtnant Johansson. Från 1854 ägde A. P. Andersson gården och 1869 övergick den till organisten C. G. Sundblad.